# مارکو آباسکال
مارکو آباسکال (انگلیسی: Marco Abascal؛ زادهٔ ۱۵ فوریهٔ ۱۹۶۰) بازیکن سابق فوتبال اهل شیلی است.
آباسکال فوتبال را در وینیا دل مار در شیلی آغاز کرد و در نهایت به تیم جوانان باشگاه شیلی اورتون وینیا دل مار پیوست. او بعداً به کانادا نقل مکان کرد و شروع به بازی برای باشگاه اروگوئه تورنتو کرد و در سال ۱۹۷۹ قهرمانی لیگ فوتبال تورنتو و منطقه را به دست آورد.